# Заслужений працівник соціального забезпечення Української РСР
Заслу́жений працівни́к соціа́льного забезпе́чення Украї́нської РСР — державна нагорода Української РСР — почесне звання в Українській РСР, що вручалась у 1981—1988 роках.

## Загальні відомості
Почесне звання «Заслужений працівник соціального забезпечення Української РСР» встановлене Указом Президії Верховної Ради УРСР № 2539-X від 1 жовтня 1981 року.
Цього звання удостоювались працівники підприємств, установ, організацій, закладів та органів соціального забезпечення Української РСР.
Указом Президії Верховної Ради УРСР № 6848-XI від 15 листопада 1988 року почесне звання «Заслужений працівник соціального забезпечення Української РСР» було скасоване.